# Troja (groupe)
Pour les articles homonymes, voir Troja.
Troja est un groupe de heavy metal albanais, originaire de Priština, République du Kosovo. Il se compose de Bujar Berisha (chant), Florent Bajrami (guitare), Violand Shabani (batterie) et Agron Ejupi (basse). Le groupe est formé en 1990 par Ismajl (Mak) Beqaj (guitare basse) et Tomorr (Toma), Arifi (chant). La même année Florent Bajrami (guitare) et Visar Blaku (batterie) rejoignent la bande. Le groupe compte à son actif trois albums studio, People (2003), Amaneti I "Clown" It (2009), et One (2015).

## Biographie

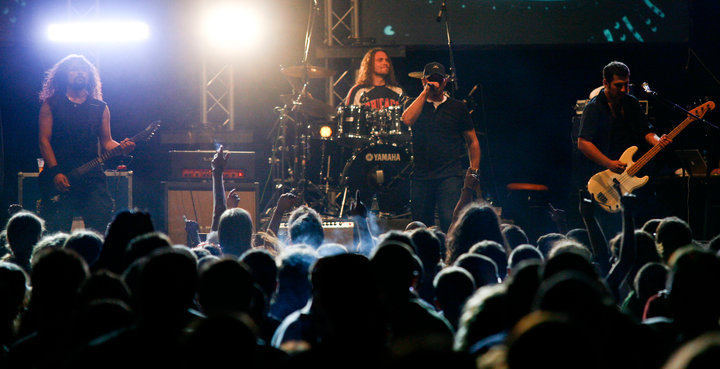
Troja sur scène en 2011.

Le groupe est formé en 1990 par le chanteur Bujar Berisha, le guitariste Florent Bajrami, le bassiste Agron Ejupi, et le batteur  Violand Shabani. Un an après la formation du groupe, ils jouent la première fois comme acte d'ouverture lors d'un concert pour le groupe Fisnikët. En 1993, le groupe est invité au festival Marigona Rock Bend de Mitrovica. Cette même année, le groupe donne des concerts à Skopje et Peć. Un an plus tard, le groupe remporte le prix du meilleur groupe de rock de soirée au Boom Festival. En 1995, Troja enregistre les chansons Ekzistenca et Për Bekin. Deux ans plus tard, en 1997, le groupe participe à plusieurs concerts, entre autres au Show Fest Festival et à l'ODA Bend Concert. Le groupe enregistre la même année d'autres chansons au GEZA-Studio, situé à Peć. 
Cinq ans plus tard, en 2003, le groupe publie son premier album studio intitulé People. Le groupe tourne et publie le clip vidéo de la chanson-titre qui obtiendra par la suite quelques prix. En 2004, le groupe joue d'autres concerts en Albanie. En 2006, le groupe sort sa deuxième vidéo, celle de la chanson Jena Na. Cette même année, le groupe remporte le prix de « meilleur groupe de rock albanais ». En 2007, ils jouent à l'événement Urban Culture und Subculture. Deux ans plus tard, le groupe sort son deuxième album Amaneti I "Clown" It. Le journal kosovar Gazeta Express annonce que le groupe travaille sur un troisième album studio. Le 17 février 2012, le groupe joue dans le cadre de la Déclaration d'Indépendance en 2008 avec Fisnikët à Gjilan.
Le groupe participe le 31 mai 2015 aux Top Fests, où il joue la chanson Democraci. Le 28 novembre 2015, le groupe est annoncé pour un concert à Zurich, en Suisse, mais le concert est repoussé pour 2016 à cause de problèmes de passeports. Le groupe présente son troisième album studio sur lequel il a travaillé pendant quatre ans. Le 26 décembre 2015 sort le troisième album du groupe, intitulé One.

## Membres
- Agron Ejupi - basse (depuis 1990)
- Violand Shabani - batterie (depuis 1990)
- Florent Bajrami - guitare (depuis 1990)
- Bujar Berisha - chant (depuis 1990)

## Discographie
- 1999 : EP Compilation (EP)
- 2003 : People[7]
- 2009 : Amaneti I "Clown" It[7]
- 2015 : One